# José Maria Pimentel
José Maria Pimentel (Luanda, 23 de junho de 1956) é um escritor, ilustrador e premiado publicitário luso-angolano.
É o autor do famoso personagem de animação Vitinho, o qual fez parte de uma série televisiva de grande sucesso transmitida pela RTP1.

## Obras literárias
- Levante 1487 – A Vã Glória de João Álvares (Romance histórico apresentado por José Eduardo Agualusa em 2010)
- Viva a Malta do Liceu (Edição comemorativa dos 90 anos da fundação do Liceu Nacional Salvador Correia, de Luanda – em co-autoria)
- O Grande Livro do Vitinho. Lisboa: Publicações Dom Quixote, 2017.
- Vitinho – Um dia eu vou ser grande!. Lisboa: Publicações Dom Quixote, 2017.
- Vitinho – É a dormir que se cresce!. Lisboa: Publicações Dom Quixote, 2017.
- Vitinho – Perigo! Zona de Acidentes!. Lisboa: Publicações Dom Quixote, 2018.

## Prémios e distinções
- 1984 – Troféu RTC / Melhor Anúncio de Televisão do Ano (RTC – Rádio Televisão Comercial)
- 1985 – Melhor Stand / Feira Internacional do Montijo (Feira Internacional do Montijo)
- 1985 – Prémio RTC / Melhor Anúncio de Produtos Alimentares (RTC – Rádio Televisão Comercial)
- 1987 – Top de Audiências RTP1 (RTP – Rádio e Televisão de Portugal)
- 1987 – Menção Honrosa RTC / Bebidas (RTC – Rádio Televisão Comercial)
- 1987 – Prix National / XXXVI Festival de Cannes (Jury du Festival de Cannes)
- 1989 – Menção Honrosa RTC / Produtos de Limpeza (RTC – Rádio Televisão Comercial)
- 1989 – Menção Honrosa RTC / Produtos Alimentares (RTC – Rádio Televisão Comercial)
- 1990 – Troféu RTC / Melhor Anúncio de Produtos de Limpeza (RTC – Rádio Televisão Comercial)
- 1990 – Troféu RTC / Melhor Anúncio de Televisão do Ano (RTC – Rádio Televisão Comercial)
- 1991 – Prémio IADE / Melhor Anúncio de Televisão do Ano (IADE - Creative University)
- 1992 – Prémio "Marketing & Publicidade" (Revista Marketing & Publicidade)
- 1994 – Prémio "Award of Excellence" (National Arts Center, Ottawa)
- 1994 – Prémio "Best of East" - Europe and Rest of the World (CorelDraw / 5th Annual World Design Contest, Ottawa)
- 2015 – Prémio Carreira 2015 (Clube de Criativos de Portugal)